# Међународно првенство Италије у тенису 1969 — мушкарци појединачно
Прво Отворено првенство Италије у Риму (Italian Open), Отвореној ери је одржано од 21. до 28. априла 1969. године и било је прво да је било отворено и за аматере и за професионалце Пре отворене ере је одржано 26 првенстава. Пријављено је укупно 128 мушких такмичара а наградни фонд је износио 14.600 $. Играло се на шљаци на теренима Форо Италико. Првенство је освојио други носилац на турниру Џон Њуком. 

## Финале

### Мушки појединачно
Џон Њуком је поразио  Тони Роуча са 3:2 у сетовима(6–3, 4–6, 6–2, 5–7, 6–3)